# 哀しみキメラ
『哀しみキメラ』（かなしみキメラ）は、来楽零による日本のライトノベル。イラストは柳原澪が担当。電撃文庫（メディアワークス）より2006年2月から2007年6月まで刊行された。第12回電撃小説大賞金賞受賞作。

## ストーリー
高校生・矢代純は十文字誠、水藤深矢、早瀬綾佳とともにエレベーター内で＜モノ＞に襲われ、4人は＜モノ＞と融合してしまう。（1巻）
純たちが原因で＜モノ＞に憑かれた少女、森山真里は伯父を呪い殺してしまう。純は彼女を保護したが、その日に水藤は何者かの襲撃を受ける。（2巻）
深矢が精神的に不安定になり、また純の体にも異常が起こる。そんな中「願いがあるならば、階段を上れ」というお告げが小学生の間で広まり、実際に階段を上り願いごとをした子供が行方不明になってしまう。（3巻）

## 登場人物

### キメラ
矢代 純（やしろじゅん）
とある事故が切っ掛けでキメラになった。
十文字 誠（じゅうもんじまこと）
とある事故が切っ掛けでキメラになった。
水藤 深矢（みとうしんや）
とある事故が切っ掛けでキメラになった。
早瀬 綾佳（はやせあやか）
とある事故が切っ掛けでキメラになった。

### モノ祓い師
七倉 和巳（ななくらかずみ）
4人がキメラになった原因をつっくた人物。
七倉 文尋（ななくらふみひろ）
七倉 和巳の甥。
仙谷 由紀夫（せんたにゆきお）
光陵会の幹部。
涼子（りょうこ）

### その他
伏見 紗也（ふしみさや）
森山 真里（もりやままさと）
戸塚 結（とつかゆい）
守（まもる）
千穂（ちほ）
麻生 穂高（あそうほだか）
紺野 勇輝（こんのゆうき）
久保田 まなみ（くぼたまなみ）
沢村 圭吾（さわむらけいご）
木田 洋介（きだようすけ）
通り魔強盗
吉永 絵梨香（よしながえりか）

## 用語解説
＜モノ＞
いわゆる妖怪や幽霊の類。霊的＜モノ＞と半物質的＜モノ＞に分けられる。
霊的＜モノ＞
いわゆる幽霊。基本的に肉体と魂は不可分のものであるため、肉体が滅んだ後も残っている幽霊は、生前と比べてほとんど魂の量がない。特に食事は必要がない。
半物質的＜モノ＞
いわゆる鬼や妖怪。霊的＜モノ＞と違い、人間や他の＜モノ＞の魂を摂取なければならない。物質度が半物質的＜モノ＞の強さの目安として用いられており、これが低い＜モノ＞は人間に一時的に取り憑いてその魂の一部を喰らい、少し物質度が高くなると取り憑かれた人間が死ぬまで魂を喰う。さらに物質度が高くなると、人間を肉体ごと喰らい、その人間の肉体は土となる。
キメラ
人と半物資的＜モノ＞が融合してできた存在。矢代純、十文字誠、水藤深矢、早瀬綾佳の四人しか確認されていない。基本的に人間としての意思を保っているが、半物質的＜モノ＞と同様に魂を摂取しなければならない。
モノ祓い師
＜モノ＞を祓うことを生業にする人間。人によって能力に強弱があり、半物質的＜モノ＞を確実に祓うことができる人間はモノ祓い師の中でも少数。また、モノ祓いの能力はある程度遺伝する。
光陵会（こうりょうかい）
仙谷由紀夫が幹部を務める宗教団体。彼のほかにも何人かモノ祓いの力を持つ人間が幹部となっている。信者に霊的＜モノ＞を憑かせて、神秘体験をさせるなどの行為をしており、モノ祓い師の間でも有名になっている。

## 既刊一覧
- 来楽零（著）・柳原澪（イラスト） 『哀しみキメラ』 メディアワークス〈電撃文庫〉、全4巻
  - 『哀しみキメラ』、2006年2月10日発売[3]、ISBN 978-4-8402-3301-9
  - 『哀しみキメラII』、2006年7月10日発売[4]、ISBN 978-4-8402-3484-9
  - 『哀しみキメラIII』、2006年12月10日発売[5]、ISBN 978-4-8402-3640-9
  - 『哀しみキメラIV』、2007年6月10日発売[6]、ISBN 978-4-8402-3885-4